# Luis Andres Pineda
Luis Andres Pineda (ur. 31 marca 1974 w Darién) – panamski bokser wagi junior ciężkiej i ciężkiej.

## Kariera bokserska
31 sierpnia 1996 Luis Andres Pineda stoczył swoją pierwszą walkę w boksie zawodowym. Po 4 rundach, pokonał jednogłośnie na punkty Olegario Caceresa.
5 kwietnia 1997 Pineda w swoim czwartym pojedynku, odniósł pierwszą porażkę, przegrywając przez nokaut z Eduardo Rodriguezem. Stawką walki był interkontynentalny pas federacji IBF.
13 grudnia 2003 Luis Andres Pineda zmierzył się z Wayne'em Braithwaitem o tytuł Mistrza Świata wagi junior ciężkiej, organizacji WBC. Panamczyk przegrał już w 1 rundzie przez techniczny nokaut.
2 grudnia 2006 Panamczyk przegrał pojedynek z Walerym Brudowem, w 11 rundzie przez techniczny nokaut. Stawką pojedynku był tymczasowy pas Mistrza Świata federacji WBA, w kategorii junior ciężkiej.
9 czerwca 2007 w katowickim Spodku Pineda stoczył walkę z Tomaszem Adamkiem o wakujący pas Mistrza Świata organizacji IBO, w kategorii junior ciężkiej. Panamczyk przegrał pojedynek w 7 rundzie, przez techniczny nokaut.
18 września 2008 Luis Anders Pineda przegrał pojedynek z Francisco Palaciosem w 2 rundzie, przez nokaut, w pojedynku o pas WBA Fedelatin w kategorii junior ciężkiej.
2 października 2010 Pineda stoczył walkę z Timurem Ibragimowem. Panamczyk przegrał jednogłośnie na punkty, po 10 rundach stosunkiem 92-97, 92-98 i 91-98. Stawką pojedynku był pas NABA, w kategorii ciężkiej.
17 czerwca 2011 Luis Pineda przegrał przez nokaut w 9 rundzie z Luisem Ortizem. Stawką pojedynku były pasy WBA Fedelatin oraz WBC FECARBOX.
1 czerwca 2013 po blisko 2-letniej przerwie od boksowania, Pineda pokonał przez techniczny nokaut w 4 rundzie Carla Davisa Drummonda.